# Proales phaeopis
Proales phaeopis är en hjuldjursart som beskrevs av Myers 1933. Proales phaeopis ingår i släktet Proales och familjen Proalidae. Inga underarter finns listade i Catalogue of Life.